# ناحیه بنی الحارث
ناحیهٔ بنی الحارث (به عربی: مدیریة بنی الحارث) یک ناحیه در یمن است که در صنعا واقع شده‌است. ناحیهٔ بنی الحارث ۱۸۴٬۵۰۹ نفر جمعیت دارد.